# Ophthalmolabus semiviolaceus
Ophthalmolabus semiviolaceus es una especie de coleóptero de la familia Attelabidae.

## Distribución geográfica
Habita en Congo, Ghana, Guinea y Kenia.